# Шуменський (мікрорайон)
Шу́менський — мікрорайон  у західній частині міста Херсона.
Назву отримав на честь болгарського міста-побратима Шумен. Мікрорайон нараховує близько 10 шкіл, розважальний центр «Шумен», палац культури.
Із самого початку Шуменський планувався як спальний мікрорайон, який наразі має все необхідне для повноцінного, активного життя містян: власний ринок, безліч магазинів, кав'ярні, супермаркети, СТО, загальноосвітні школи, дитячі садочки тощо. Також там розташовано чимало різноманітних промислових підприємств різних напрямків.

## Культура
У мікрорайон розташовані:
- 19 дитячих садків (зокрема два спеціалізованих для дітей з особливими освітніми потребами);
- Обласний ліцей;
- 5 середніх загальноосвітніх шкіл;
- 1 гімназію;
- Херсонська обласна бібліотека для юнацтва імені Б. А. Лавреньова.

## Основні вулиці
- Вулиця Нафтовиків
- Вулиця Івана Богуна
- Полтавська вулиця
- Проспект Будівельників
- Проспект Святих Кирила і Мефодія
- Вулиця Костя Гордієнка (Лавреньова)
- Вулиця Вазова
- Вулиця Людвіка Заменгофа
- Вулиця Пантелеймона Куліша

## Транспорт
Зв'язок мікрорайону з іншими районами міста забезпечують маршрутні автобуси за номером 2, 3, 4, 5, 12, 17, 29, 48, а також тролейбус за номером 9.